# Least Cost Routing
Il Least Cost Routing (abbreviato spesso in LCR), in un sistema telefonico rappresenta una funzione pre-instradamento di una chiamata per la selezione di un operatore piuttosto che un altro. Tale funzione, in base al prefisso nazionale e geografico del numero chiamato, seleziona l'operatore che, secondo specifici criteri di qualità e costo, rappresenta la scelta migliore verso cui instradare la comunicazione.
I parametri di scelta dell'operatore da utilizzare derivano da dati statistici sulle chiamate precedentemente inoltrate, come la percentuale di chiamate andate a buon fine (cioè per le quali c'è stata effettivamente una connessione col numero chiamato, e che indica la disponibilità di un operatore), e la media di minuti di conversazione per ogni chiamata (che indica se la connessione verso un operatore è stabile o meno). Tra gli operatori che hanno le migliori statistiche di chiamata, vengono poi selezionati quelli con le tariffe più competitive.
Specialmente nei nuovi sistemi di telefonia VoIP tale criterio è spesso utilizzato per garantire costi contenuti e qualità alta nell'instradamento delle chiamate verso la rete telefonica tradizionale.